# Straussiella
Straussiella là chi thực vật có hoa trong họ Cải.